# Cheffreville-Tonnencourt
Cheffreville-Tonnencourt és un antic municipi francès situat al departament de Calvados i a la regió de Normandia. L'any 2018 tenia 195 habitants. Des del 1r de gener de 2016 es va integrar en el municipi nou de Livarot-Pays-d'Auge com a municipi delegat. En reunir vint-i-dos antics municipis, el municipi nou és el més gros de tots els municipis nous de França.

## Demografia
El 2007 la població de fet de Cheffreville-Tonnencourt era de 221 persones. Hi havia 80 famílies i 132 habitatges: 82 habitatges principals, 39 segones residències i 10 desocupats. Tots els 127 habitatges eren cases.
La població ha evolucionat segons el següent gràfic:

## Economia
El 2007 la població en edat de treballar era de 143 persones, 103 eren actives i 40 eren inactives. De les 103 persones actives 95 estaven ocupades (54 homes i 41 dones) i 8 estaven aturades (2 homes i 6 dones). De les 40 persones inactives 16 estaven jubilades, 15 estaven estudiant i 9 estaven classificades com a «altres inactius». Hi havia una empresa de construcció, una d'informació i comunicació, 3 de serveis i una entitat de l'administració pública. L'any 2000 hi havia 20 explotacions agrícoles que conreaven un total de 680 hectàrees.

## Poblacions més properes
El següent diagrama mostra les poblacions més properes.